# Equites
Equites je bio naziv za konjicu u vrijeme Antičkog Rima. Konjica je prvobitno bila prestižna jedinica u kojoj su rimski mladići mogli pokazati i dokazati svoje vještine i snagu i možda tako otvoriti sebi put za eventualnu političku karijeru. Svaki je konjanik nabavljao svoju opremu, i to: okrugli štit, kacigu, oklop, mač i jedno ili više kopalja. U legijama nije bilo mnogo konjanika. U prvim legijama koje su ukupno imale oko 3000 ratnika (4200 ako uračunamo i laku pješadiju, velites) konjanika je bilo samo oko 300, podijeljenih u 10 jedinica od po 30 ljudi. 
Pored teške konjice, bila je tu i laka konjica koju su činili siromašniji građani i bogati momci koji nisu bili dovoljno stari da bi bili hastati ili equites. Njihova uloga u borbi bila je ometanje, razbijanje i obilaženje neprijateljskih jedinica pješadije kao i borba protiv protivničke konjice. U nastavku borbe često su silazili s konja i nastavljali borbu na nogama, na prvi pogled čudan izbor ali sasvim logičan, jer prije nego što su izumljene uzengije nije bilo lako održavati ravnotežu u borbi na konju. 
Rimski konjanici pripadali su nižoj od dvije aristokratske klase, iznad njih bili su senatori. Riječ eques (equites je množina) je na latinskom jeziku označavala bilo kojeg jahača na konju (equs - konj), ali u kontekstu o kojem ovdje govorimo ova riječ je značila "vitez". 